# خالد الساقان
خالد الساقان مواليد 4 نوفمبر 1990 في السعودية، هو لاعب كرة قدم سعودي يلعب في نادي الوشم.
مثل سابقاً النادي الأهلي في الفئات السنية و نادي أبها ونادي ضمك ونادي الحجاز ونادي الوشم ونادي الانتصار ونادي وج.